# Catedral de la Inmaculada Concepción (Ternópil)
La catedral de la Inmaculada Concepción de la Santa Madre de Dios o simplemente Catedral Católica Ucraniana de Ternopil (en ucraniano: Катедральний собор Непорочного Зачаття Пресвятої Богородиці) Es un templo católico de rito bizantino (greco católico) en Ternópil, Ucrania perteneciente a la archieparquía de Ternópil-Zbóriv. Construida a mediados del siglo XVIII en estilo barroco tardío, la catedral sigue siendo uno de los puntos de interés de la ciudad de Ternopil.
La iglesia fue diseñada por August Moszyński (durante mucho tiempo fue imputada equivocadamente a Jan de Witte). El interior fue pintado por Stanisław Stroyinsky, mientras que el fresco de las naves laterales es de Józef Hoynytskyy. Las esculturas fueron completadas por Sebastian Fesinger. La construcción de la Iglesia católica comenzó en 1749, en el lugar donde solía estar la antigua Iglesia Ortodoxa Rusa, y se terminó treinta años después. Antes de ser catedral, la iglesia estaba dedicada a San Vincente Ferrer.
Entre el 20 y 22 de octubre de 1851, el emperador Francisco José I de Austria Hungría  se encontraba en Ternopil, donde se celebró una reunión formal en la Iglesia católica de la ciudad.
Durante la Segunda Guerra Mundial, la Catedral al igual que toda la ciudad fue severamente destruida. Sin embargo, fue restaurada completamente unos años después del final de la guerra. Durante la época soviética, las instalaciones de la iglesia se utilizaron como una galería, y sólo en 1989, la iglesia comenzó a funcionar de nuevo. Por decisión papal pasó a la comunidad greco-católica de Ternopil y fue rebautizada como la Catedral de la Inmaculada Concepción de la Santísima Virgen María.

## Véase también

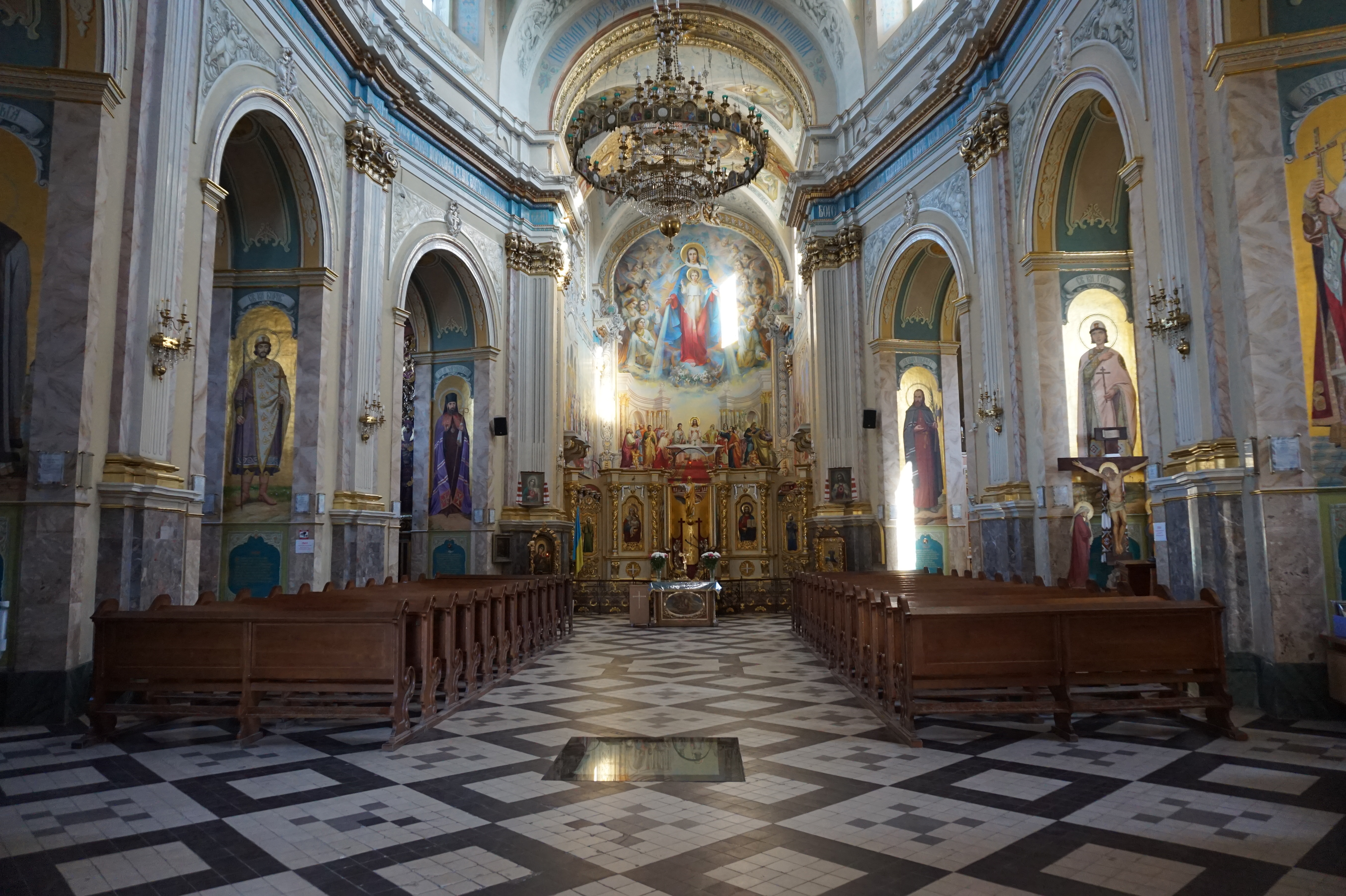
Vista interna